# Flowers (ゆずの曲)
「flowers」は、ゆずの配信限定シングル。2024年12月27日にセーニャ・アンド・カンパニーから配信。

## 概要
前作「Chururi(feat.松たか子)」から約1か月ぶりとなるシングル。オリジナル新曲としてはアルバム『図鑑』以来となる。
北川悠仁が2024年秋から25年春にかけて全国アリーナツアー「YUZU ARENA TOUR 2024-2025 図鑑 Supported by NISSAN SAKURA」を敢行していく中で、『図鑑』の世界をさらに広げるような楽曲をつくりたいという想いが芽生えたことから、ツアーと並行して制作された。完全サプライズとして配信開始当日にリリースがアナウンスされ、当日の『ミュージックステーションスーパーライブ』（テレビ朝日系）で初披露された。
また、制作過程においてスマホゲーム「モンスターストライク」コラボレーションソングのオファーがあり、12月29日より公開のアニメ 「モンスターストライク エル 堕天の覚醒」主題歌として起用された。ミュージック・ビデオも12月31日にモンスト公式YouTubeチャンネルにてプレミア公開された「ゆくモンくるモン '24→'25 MONST MUSIC ULTRA SUPER LIVE Powered by モンソニ！TV」内にて初公開された。

## 収録曲
1. flowers
  - 作詞 : 北川悠仁　作曲 : 北川悠仁・TeddyLoid

元々の楽曲が持つコンセプトに加え、アニメ内に登場する主人公・エルの覚悟や決意をリンクさせて楽曲を書き下ろし、ゆずの2人による縦横無尽なハーモニーと突き抜けるメロディーはそのままに、ソリッドなアコースティックギターとデジタルサウンドが特徴のアップチューンとなっている。